# Dorfkirche Nassau

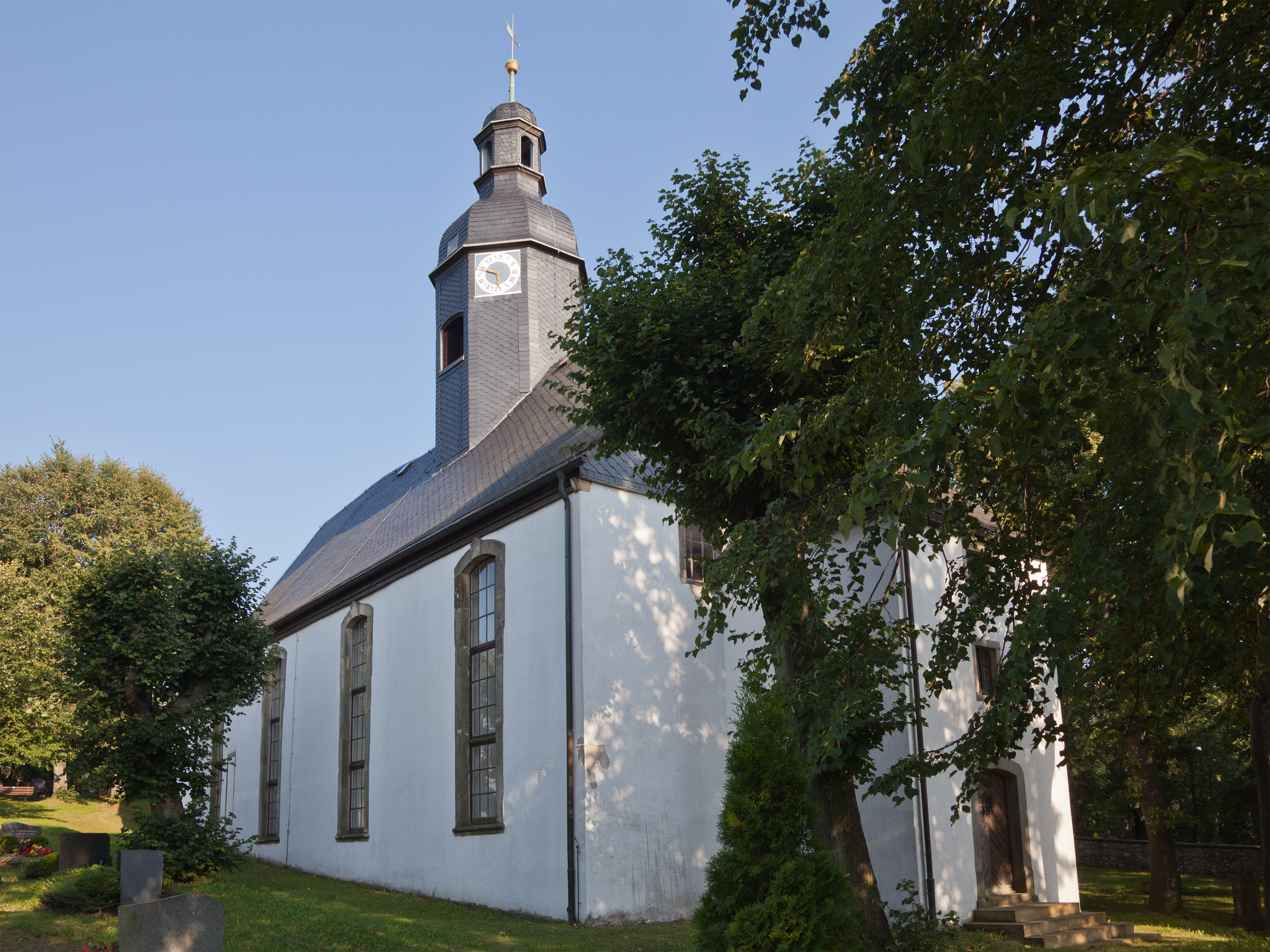
Dorfkirche Nassau

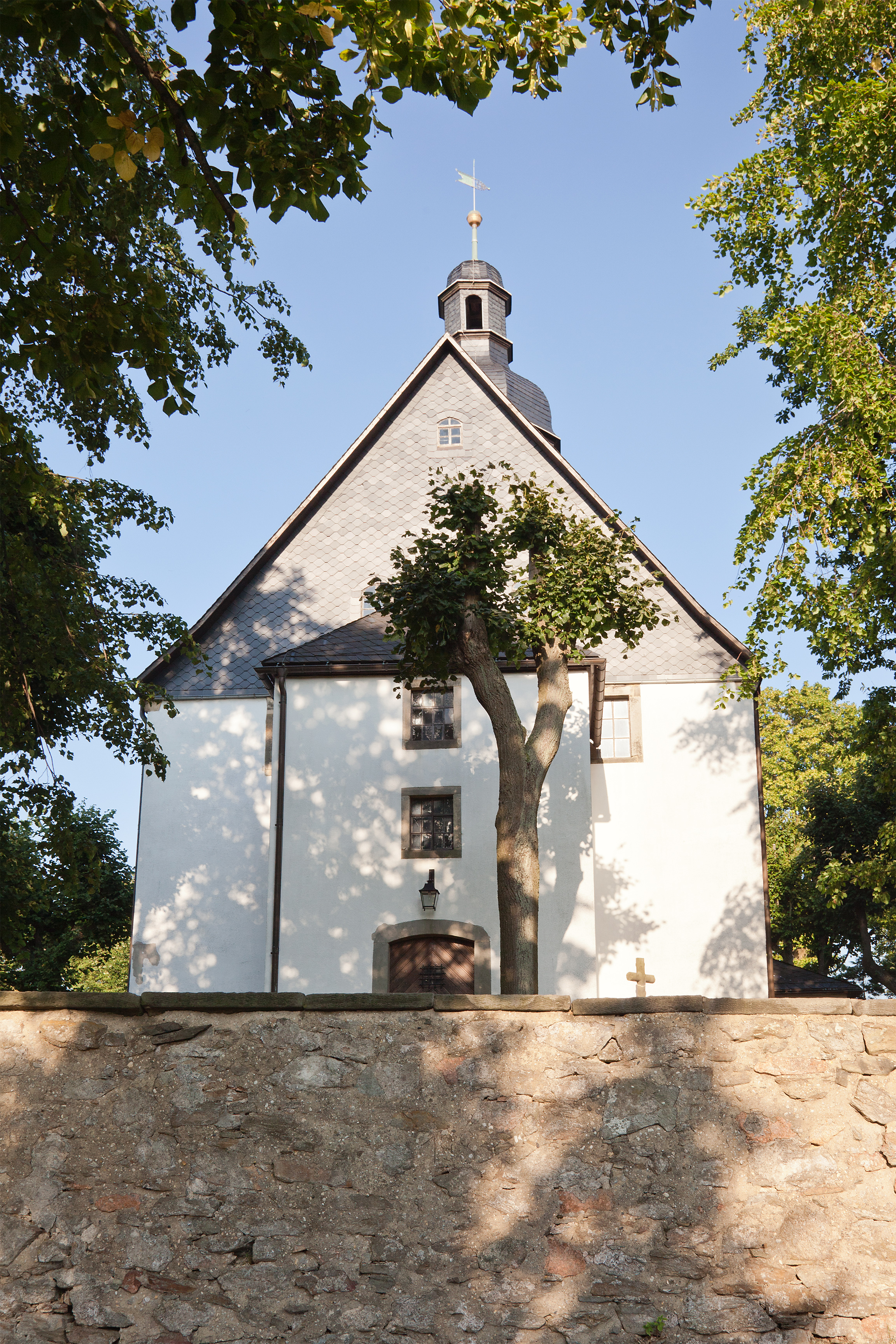
Ansicht von Westen

Die evangelische Dorfkirche Nassau ist eine schlichte Saalkirche aus dem 16. Jahrhundert im Ortsteil Nassau von Frauenstein im Landkreis Mittelsachsen in Sachsen. Sie gehört zur Kirchengemeinde Nassau im Kirchspiel Frauenstein im Kirchenbezirk Freiberg der Evangelisch-Lutherischen Landeskirche Sachsens.

## Geschichte und Architektur
Die Dorfkirche Nassau wurde um 1526 als verputzter Bruchsteinbau mit eingezogenem, dreiseitig geschlossenem Chor mit Strebepfeilern erbaut. Ein Umbau wurde in den Jahren 1855 bis 1858 vorgenommen. Restaurierungen erfolgten im Jahr 1974 und seit 1993. Ein schiefergedecktes Walmdach mit einem Dachreiter mit welscher Haube schließt das durch Korbbogenfenster gegliederte Bauwerk ab. An der Westseite ist ein dreigeschossiger Vorbau mit schlichtem Korbbogenportal und Freitreppe angebaut. Das Innere ist flachgedeckt und wird von zweigeschossigen umlaufenden Emporen mit mehreren Logen im Chor umgeben.

## Ausstattung
Zur Ausstattung gehört ein im Jahr 1857 aus verschiedenen Teilen zusammengefügter Kanzelaltar, dessen Korb aus dem Jahr 1683 mit kleinen gedrehten Säulen gegliedert ist. Vor dem Altar stehen zwei kurze gusseiserne Gitter. Zur kelchförmigen Sandsteintaufe aus dem Jahr 1816 gehört ein hölzerner Taufengel aus dem Jahr 1729. Schließlich ist ein weiß gefasstes hölzernes Lesepult aus dem Jahr 1750 zu erwähnen.

## Orgel

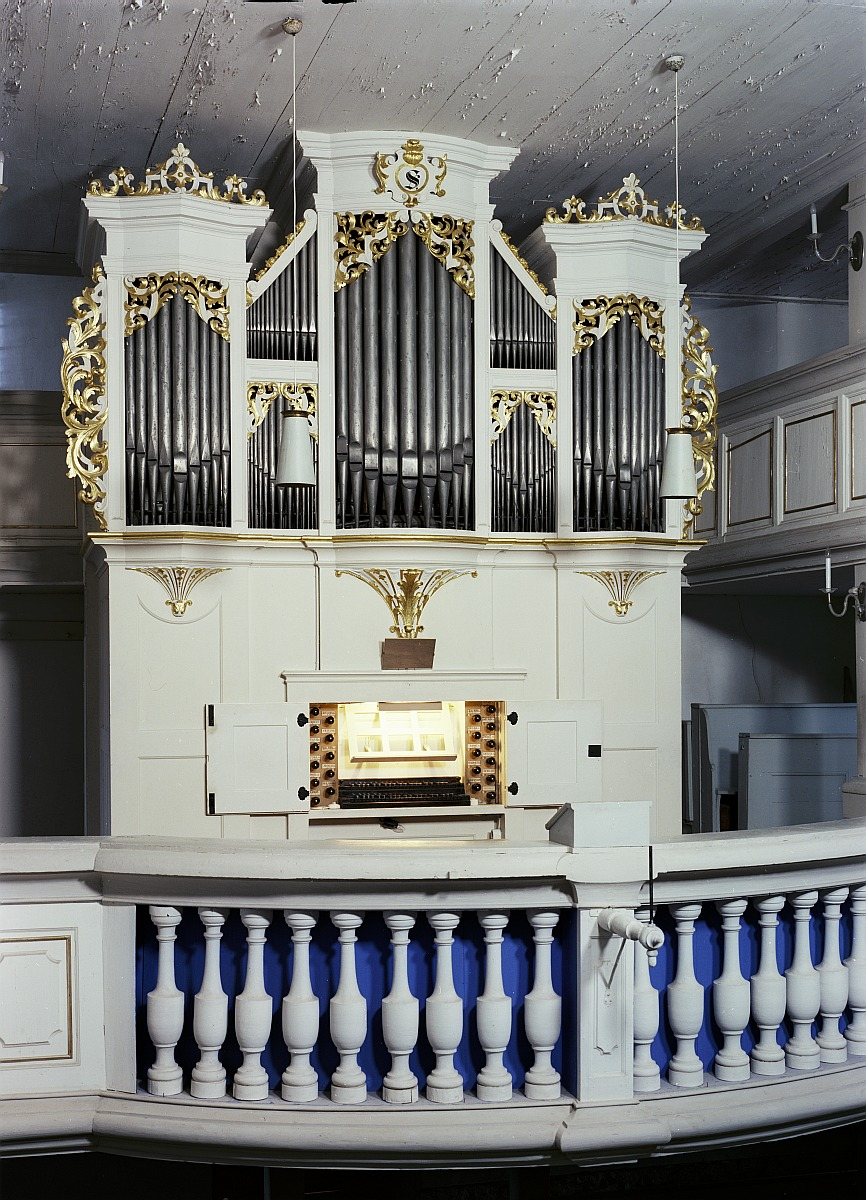
Silbermannorgel, 1748

Bekannt ist die Kirche für ihre weitgehend original erhaltene Orgel von Gottfried Silbermann aus dem Jahr 1748. Mit wohlproportioniertem Prospekt, 19 Registern auf zwei Manualen und Pedal befindet sie sich auf der Westempore. 
Die Gemeinde konnte infolge der Auswirkungen des Zweiten Schlesischen Krieges die Kosten für die Orgel nur unter Schwierigkeiten aufbringen. Angaben über Reparaturen sind erst aus dem späten 19. Jahrhundert überliefert. Im Jahr 1929 führte ein Mitarbeiter der Firma Johannes Jahn Arbeiten zur Durchsicht und Stimmung der Orgel durch. Seit 1939 wird das Instrument von der Firma Jehmlich betreut. Im Jahr 1960 wurde der Winddruck nach der Empfehlung von Experten auf 70 mmWS herabgesetzt, jedoch wegen Windstößigkeit bald danach wieder auf 76 mmWS erhöht. Die Orgel erhielt eine Pedalkoppel. Im Jahr 1998 erfolgte eine Restaurierung nach denkmalpflegerischen Gesichtspunkten. Die ursprüngliche Disposition lautet:
| I Hauptwerk CD–c3 |    |
| Principal         | 8′ |
| Rohr-Flöthe       | 8′ |
| Qvintadena        | 8′ |
| Octava            | 4′ |
| Spitz-Flöthe      | 4′ |
| Qvinta            | 3′ |
| Octava            | 2′ |
| Cornet (ab c1) V  |    |
| Mixtur IV         |    |

| II Hinterwerk CD–c3 |                      |  |
| Gedackt             | 8′                   |  |
| Rohr-Flöthe         | 4′                   |  |
| Nasat               | 3′                   |  |
| Octava              | 2′                   |  |
| Qvinta              | 1 ⁄2′                |  |
| Sufflet             | 1′                   |  |
| Sesqvialtera        | 4⁄5′ (ab c1: 1 3⁄5′) |  |
| Cimbel II           |                      |  |

| Pedal CD–c1   |     |
| Sub-Bass      | 16′ |
| Posaunen-Bass | 16′ |

- Koppeln: Schiebekoppel II/I
- Nebenregister: Tremulant, Klingel

Anmerkungen
- Tonhöhe: gegenwärtig a1 = 469 Hz
- Stimmung: seit 1998 Rekonstruktion der wohltemperierten Stimmungsart Silbermanns
- Winddruck: etwa 85 mmWS

## Geläut
Das Geläut besteht aus drei Bronzeglocken, der Glockenstuhl ist aus Eichenholz.
Im Folgenden eine Datenübersicht des Geläutes:
| Nr. | Gussdatum | Gießer                      | Material | Durchmesser | Masse   | Schlagton |
| --- | --------- | --------------------------- | -------- | ----------- | ------- | --------- |
| 1   | 1681      | Glockengießerei A. Herold   | Bronze   | 1225 mm     | 1100 kg | e′        |
| 2   | 1619      | Glockengießerei J. Hilliger | Bronze   | 1020 mm     | 620 kg  | g′        |
| 3   | 1577      | Glockengießerei W. Hilliger | Bronze   | 920 mm      | 510 kg  | a′        |

## Umgebung
Ein mit dem Jahr 1796 bezeichnetes zweigeschossiges, teilweise verschiefertes Pfarrhaus mit einem Obergeschoss aus Fachwerk enthält noch einige Kreuzgratgewölbe. Die zugehörigen, eingeschossigen Wirtschaftsgebäude stammen ebenfalls vom Ende des 18. Jahrhunderts.